# Gare de Deviatkino
La gare de Deviatkino (en russe : Девяткино (железнодорожная станция)) est une gare ferroviaire de la ligne de Saint-Pétersbourg à Hiitola (ru). Elle est située sur le territoire de la ville de Mourino dans l'oblast de Léningrad, proche de la limite nord de la ville de Saint-Pétersbourg en Russie.
Mise en service en 1917, elle est desservie par les trains de banlieue en provenance ou à destination de la gare de Saint-Pétersbourg-Finlande. Elle est en correspondance directe avec la station Deviatkino desservie par la ligne 1 du métro de Saint-Pétersbourg.

## Situation ferroviaire
La gare de Deviatkino est située au point kilométrique (PK) 17 de la ligne de Saint-Pétersbourg à Hiitola (ru), entre les gares de Novaïa Okhta (ru) et de Lavriki (ru).
Elle est située, en parallèle avec les voies de la station du métro qu'elle encadre deux de ses quais latéraux sont directement en relation avec les quais de la station du métro. 

## Histoire
La gare est mise en service en 1917, elle est renommée Deviatkino en 1923.
La station Deviatkino terminus de la ligne 1 du métro de Saint-Pétersbourg est mise en service le 29 décembre 1978. située en surface dans un bâtiment fermé, elle est établie au centre de la gare dont les voies passent en extérieur de chaque côté du bâtiment de la station. Deux des quais latéraux de la gare sont directement en relation avec ceux de la station du métro par l'intermédiaire de deux passages piétons souterrains.

## Service des voyageurs

### Accueil
Les quais sont accessibles via deux passages souterrains disposant, de bouches d'accès sur les deux voies routières parallèles aux voies et quai, et de bouche sur chaque quais (3 latéraux et 1 central).

Installations et desserte
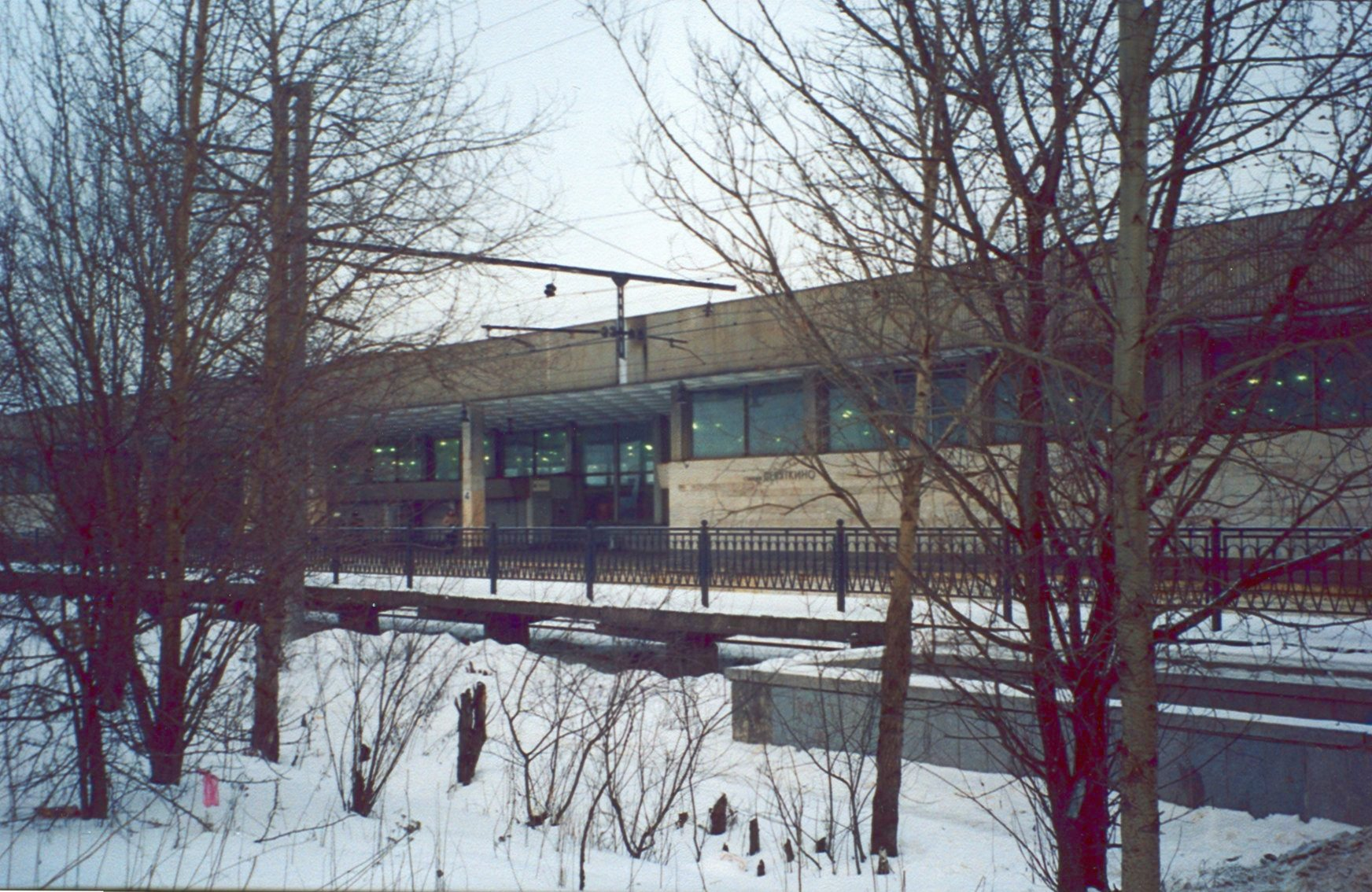
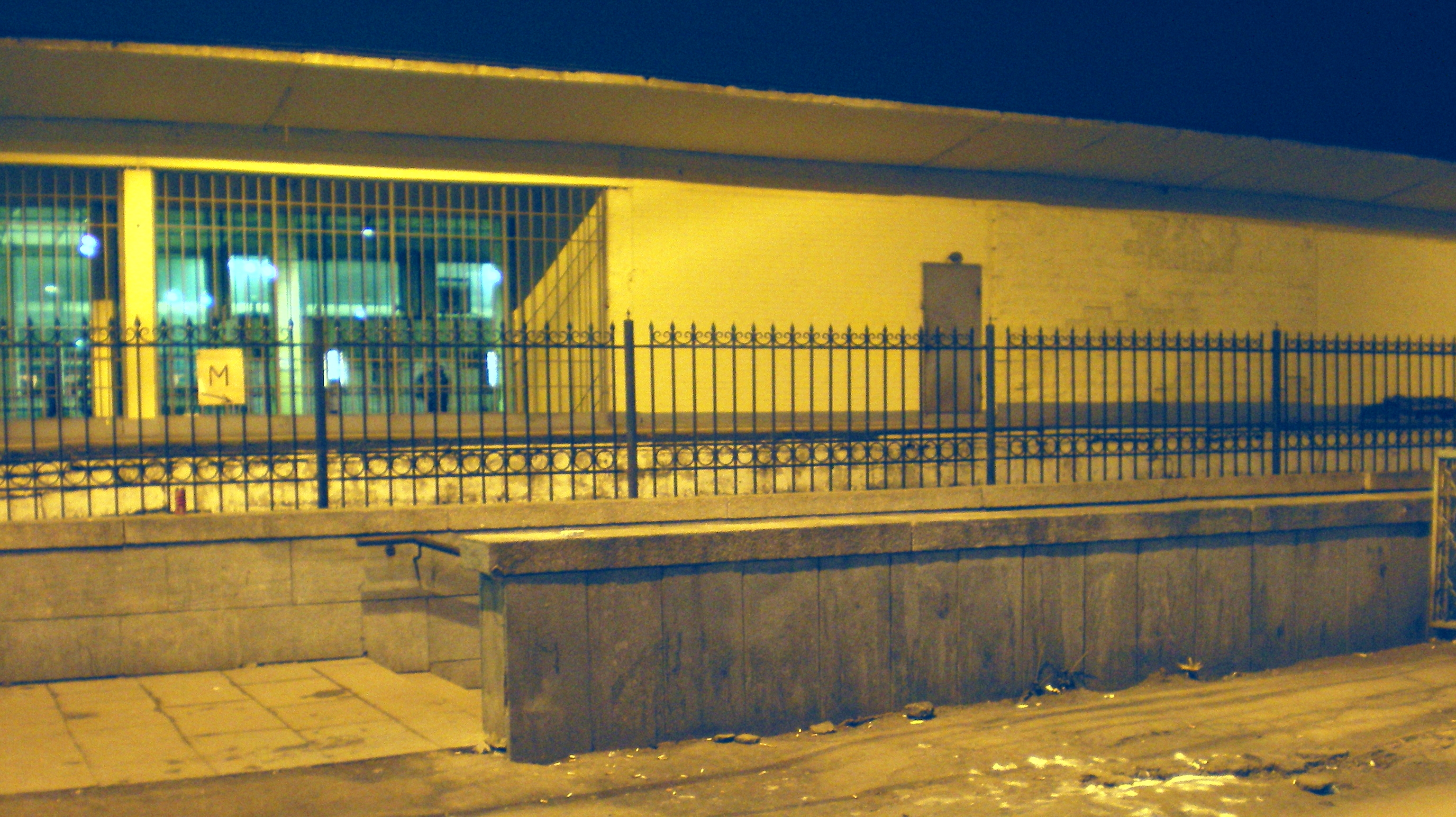
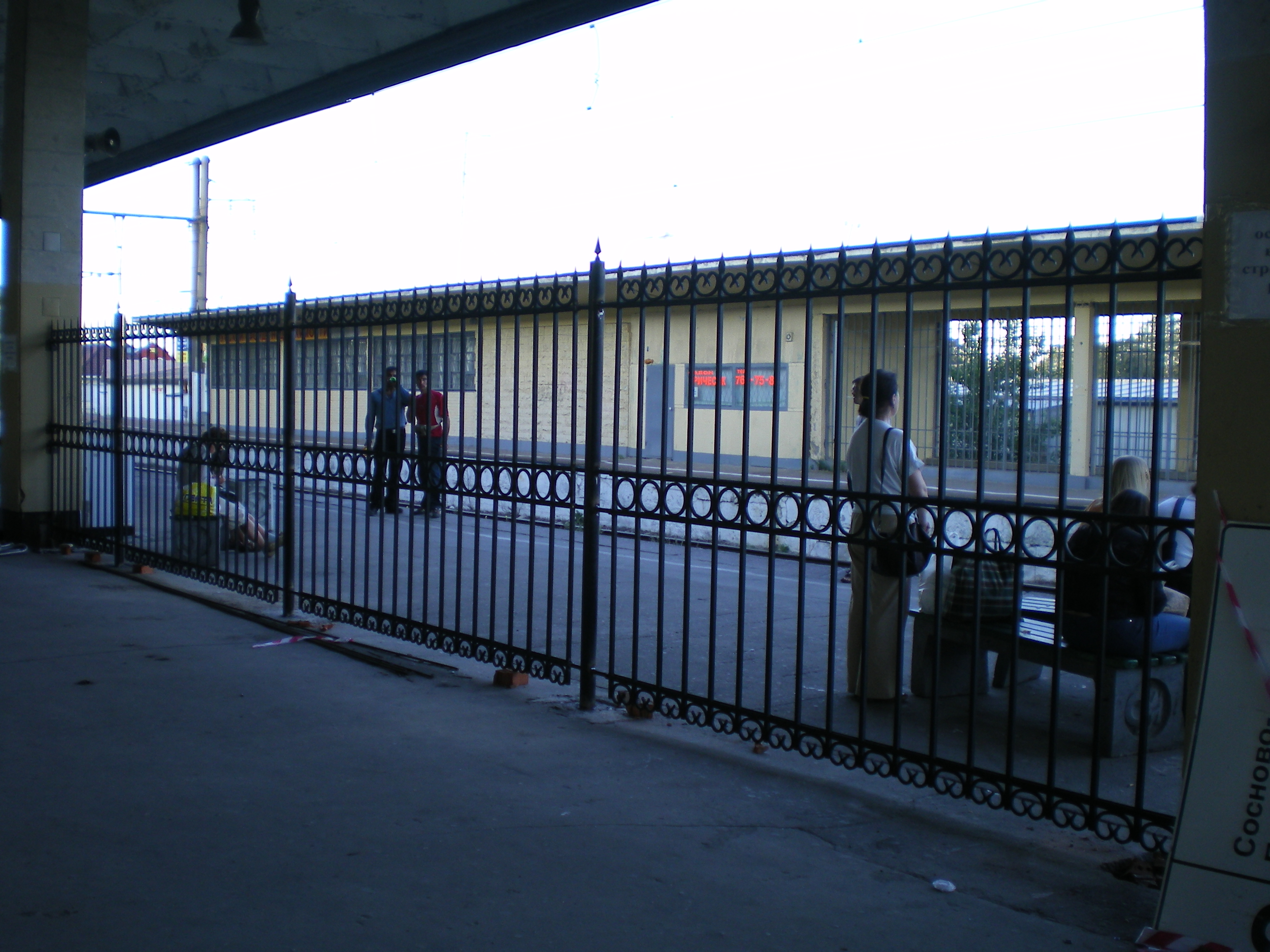

### Desserte
Deviatkino est essentiellement desservie par les trains de banlieue en provenance ou à destination de la gare de Saint-Pétersbourg-Finlande.

Installations et desserte
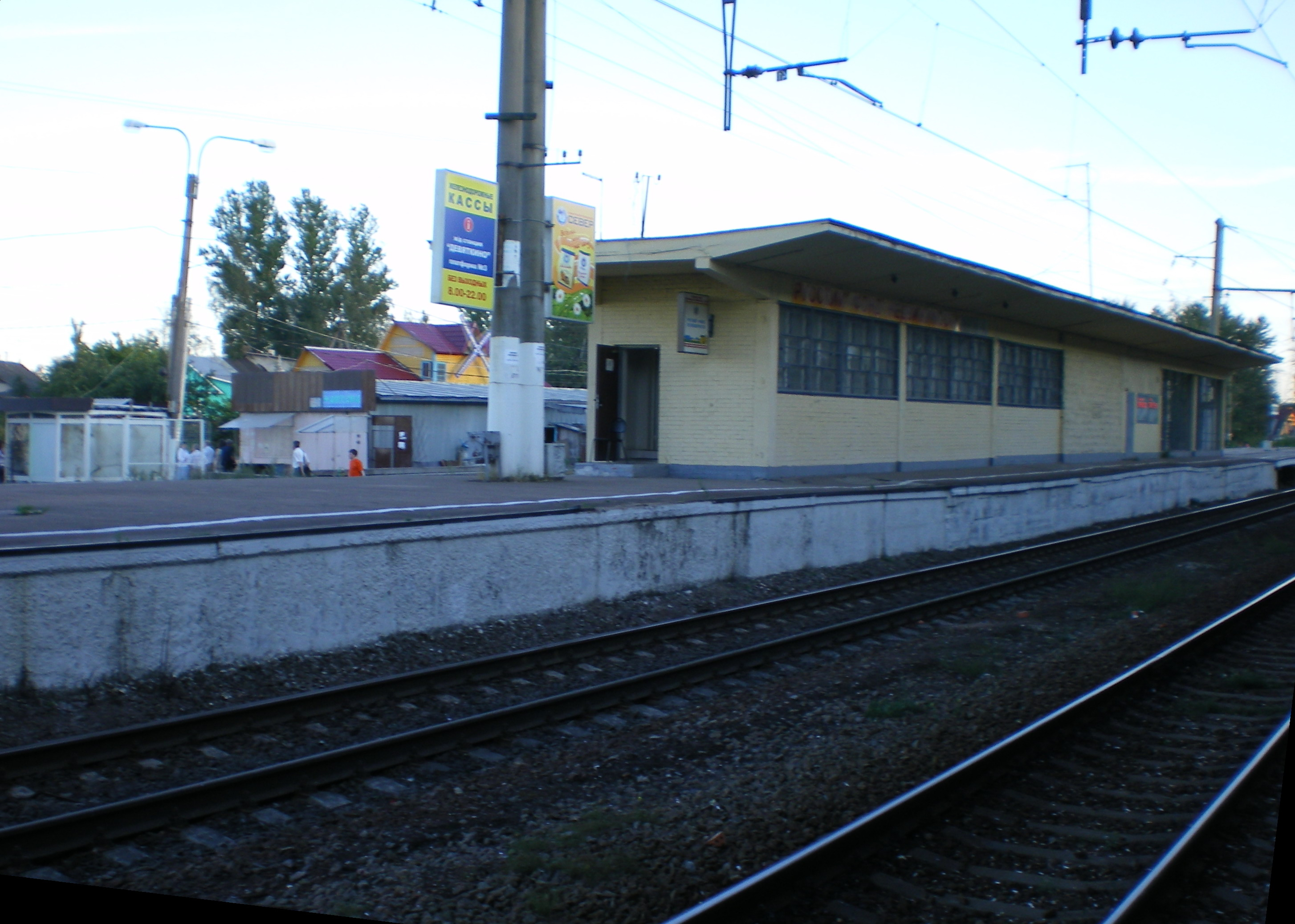
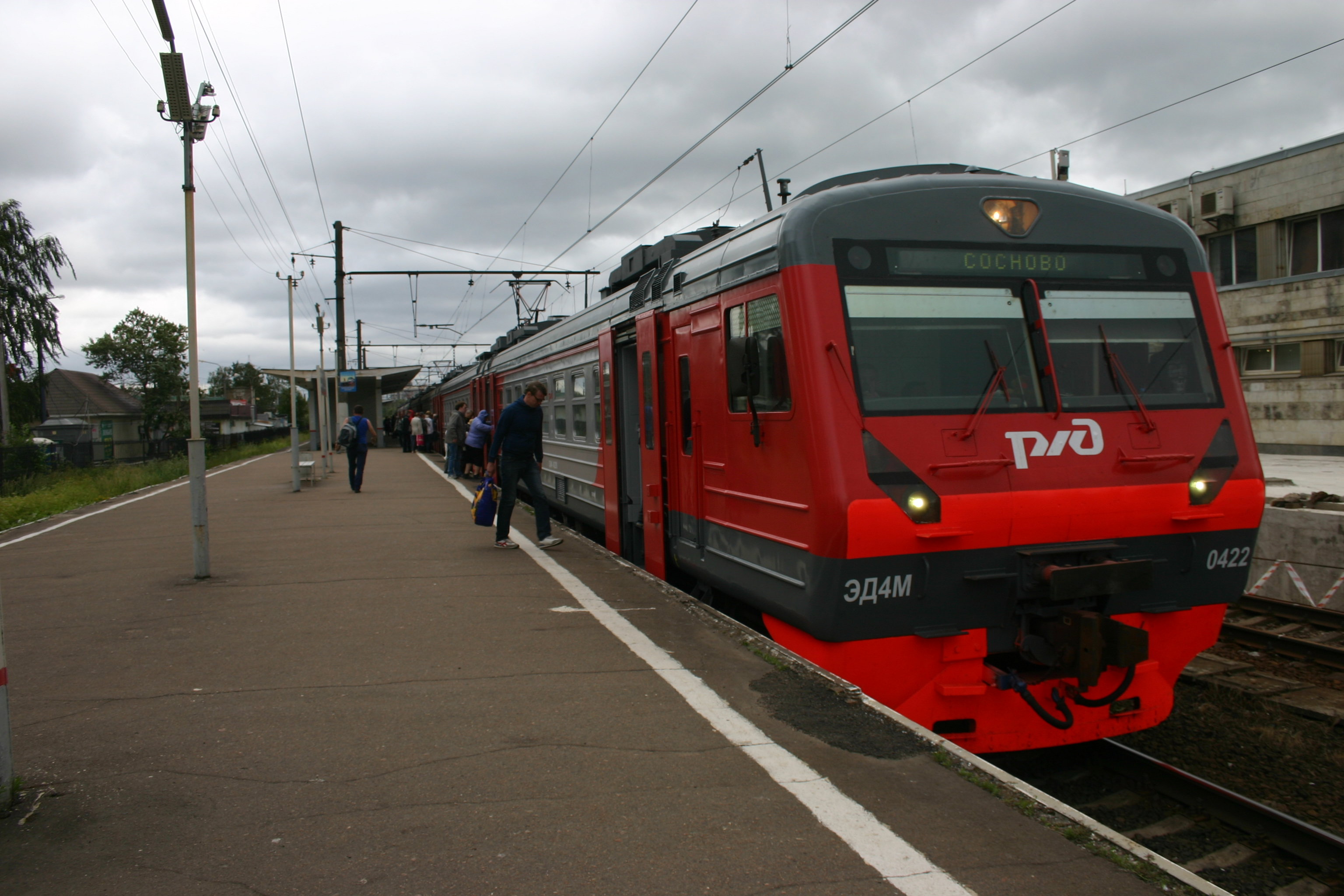
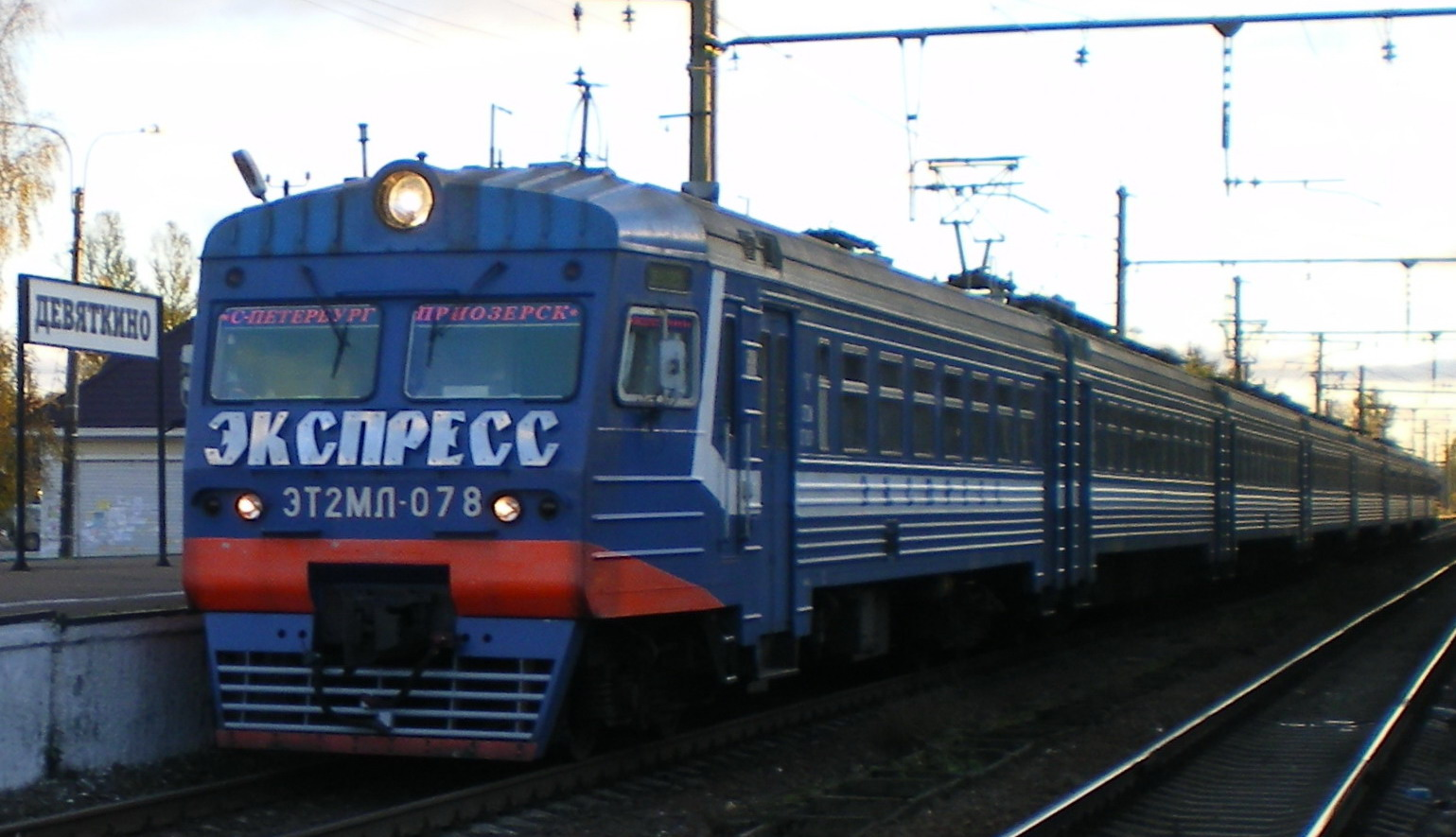

### Intermodalité
Elle est en correspondance directe avec la station Deviatkino desservie par la ligne 1 du métro de Saint-Pétersbourg.